# Андець плямистий
Андець плямистий (Zaratornis stresemanni) — вид горобцеподібних птахів родини котингових (Cotingidae).

## Поширення
Ендемік Перу. Поширений на західному схилі Анд. Мешкає в основному на висотах від 3800 до 4400 м, у лісах, де переважають Polylepis і Gynoxys, але в сухий сезон (з серпня по листопад) трапляється до 2700 м у змішаних лісах і іноді до 2000 м.

## Опис
Тіло завдовжки 21 см. Дзьоб блакитно-сірий, а райдужка червона. Корона чорна, контрастує з білим обличчям; зверху рудувато-коричневий з темними прожилками. Горло і грудка коричнево-сірі.